# Owain Lawgoch
Owain Lawgoch (Nederlands: Owain met de Rode Hand, Frans: Yvain de Galles; Tatsfield, ca. 1330 – Mortagne-sur-Gironde, juli 1378), volledige naam Owain ap Thomas ap Rhodri, was een Welshe militair die tijdens de Honderdjarige Oorlog aan de Franse zijde tegen de Engelsen vocht.

## Afkomst
Owain Lawgoch was een rechtstreeks afstammeling van Llywelyn de Grote via diens bastaardzoon Gruffydd ap Llywelyn Fawr. Gruffydd had op zijn eigen beurt vier zonen en diens jongste zoon Rhodri ap Gruffudd wist buiten de dynastieke beslommeringen van zijn familie te blijven en werd een Engelse edelman. Rhodri werd Owains grootvader.

## Biografie
Owain groeide op in Surrey, waar zijn grootvader een landhuis had vergaard in Tatsfield. Hij verkreeg zijn militaire training in Frankrijk waar hij als huurling vocht. Door zijn stoutmoedige optreden en zijn vaardigheden wist hij aldaar een reputatie op te bouwen. In 1369 confisqueerde koning Eduard III van Engeland de landerijen van Owain. Karel V van Frankrijk zag het nut van Owain in als een wapen tegen de Engelsen en gaf hem een vloot om de Engelsen vanuit Wales te bevechten.
De vloot kon door slecht weer niet uitvaren vanuit Harfleur, maar in 1372 waagde Owain een tweede poging. Ditmaal wist hij tot Guernsey te komen, maar ditmaal riep Karel V hem terug om elders te vechten. Voorafgaand aan deze expeditie claimde Owain ook de troon van Wales. Owain werd in 1378 bij het beleg van Mortagne-sur-Gironde door een Schotse huurling, John Lambe, vermoord.

## Nalatenschap
In 2003 werd er bij Mortagne-sur-Gironde een herdenkingsteken geplaatst voor Owain Lawgoch.
- Library of Congress Control Number: n91089145
- Nationale Bibliotheek van Israël: 987012503018505171
- Nederlandse Thesaurus van Auteursnamen: 087424703
- Virtual International Authority File: 55794975
- WorldCat: E39PBJbWwVtqqmG3DrCDYk4rMP